# Раме
„Раме“ (на френски: Ramée) е марка белгийска абатска бира, произведена и бутилирана в пивоварната „Brasserie de Brunehaut“ в Брюно (Brunehaut), окръг Турне, провинция Ено, Югозападна Белгия. „Раме“ e една от белгийските марки бира, които имат правото да носят логото „Призната белгийска абатска бира“ (Erkend Belgisch Abdijbier), обозначаващо спазването на стандартите на „Съюза на белгийските пивовари“ (Unie van de Belgische Brouwers).

## История
Историята на бирата е свързана с историческото цистерцианско абатство Раме в Жошолет, част от гр.Жодоан, окръг Нивел, провинция Валонски Брабант, Централна Белгия. Абатството е основано около 1215 г. от монахини-цистерцианки. През Средновековието абатството е важен духовен и културен център с процъфтяващо стопанство. През ХVІ и ХVІІ районът е арена на религиозни и политически конфликти и абатството става лесна мишена за воюващите страни. На два пъти монахините са принудени да напуснат манастира и да живеят в изгнание в Намюр в очакване на по-добри времена (1577 – 1591 и 1632 – 1676). По време на Войната за испанското наследство, след битката при Рамили през 1706 г., абатството е превърнато във военна болница. По време на Френската революция, през 1796 г. абатството е конфискувано в полза на Френската република. Манастирското училището е закрито и 28 цистерциански монахини са изгонени. Манастирският комплекс е продаден на търг през 1799 г. на различни частни лица. Оттогава абатските имоти преминават през множество собственици. Голяма част от манастирските сгради, в това число църквата и жилищните постройки, са разрушени. Част от имота е собственост от 1903 г. на Congregation of Dames du Sacré-Cœur. Друга част, включваща абатската ферма, е запазена и до днес. С кралски указ от 27 февруари 1980 г. фермата е обявена за исторически паметник. Стопанските постройки са придобити през 1990 г. от компанията „SA Immobilière La Ramee“ с директор Жак Мортелманс, която разработва и реализира голям проект за реставрация на обекта и използването му като културен и туристически център. През 2007 г. компанията придобива и останалата част от абатството. Възстановяването и поддръжката на обекта се подпомага чрез продажбата на бира, сирене и месни продукти, носещи името на абатството.
Кога в абатството започва варене на бира не е известно. Според документи от ХVІІІ век абатството притежава три мелници, една дъскорезница и пивоварна. В средата на 1990-те години Жак Мортелманс решава да възобнови производството на абатската бира. На 21 юли 1997 г. бирата „Раме“ е пусната на пазара. Производството е възложено на малката пивоварна „Les Brasseurs Artisans“ която вари 35000 литра годишно. През 2000 г. производството на бирата е поверено на по-голямата пивоварна „Brasserie de Brunehaut“, която произвежда средно около 400000 литра годишно бира „Раме“.

## Марки бира
Търговският асортимент на пивоварната, включва две бири с марката „Ramée“:
- Ramée Blonde – силна светла нефилтрирана бира с кехлибарен цвят и с алкохолно съдържание 8 %.
- Ramée Amber – силна тъмна бира с кехлибарено-червен цвят и с алкохолно съдържание 7,5 %.